# 815 Coppelia
815 Coppelia è un asteroide della fascia principale del diametro medio di circa 21,1 km. Scoperto nel 1916, presenta un'orbita caratterizzata da un semiasse maggiore pari a 2,6583848 UA e da un'eccentricità di 0,0756404, inclinata di 13,87051° rispetto all'eclittica.
Il suo nome fa riferimento a Coppélia, un balletto del compositore francese Léo Delibes.